# Вифиния и Понт
Вифи́ния и Понт — римская провинция, организованная в 63 году до н. э. на территории северо-западной части Малой Азии (современная Турция). Она была создана после объединения завоёванной в 74 году до н. э. провинции Вифиния, бывшей до этого Вифинским царством, с частями Понтийского царства после римской победы над царём Митридатом VI. Провинция Вифиния получила своё название от вифинов — фракийского племени, переселившегося сюда вместе с другими фракийцами с Балканского полуострова на рубеже VIII—VII вв. до н. э. Закон, регулирующий управление провинцией, lex Pompeia (названный по имени римского полководца Гнея Помпея Великого), вышел зимой 63/62 года до н. э.
Столицей провинции была бывшая резиденция вифинских царей Никомедия, которая имела приоритет по сравнению с конкурировавшей ей Никеей. При Веспасиане, вероятно, в 73 году, к провинции был присоединён город Византий.
Со времен правления Октавиана Августа провинция Вифинии и Понт была формально провинцией римского народа (поскольку наместники в них назначались сенатом, то они назывались сенатскими провинциями). В первой половине II века провинция несколько раз была под управлением императорского легата, из которых наиболее известным является Плиний Младший. Его переписка с Траяном дает представление о жизни провинции в то время. С Антонина Пия, не позднее 159 года, Вифинии и Понт стала постоянной императорской провинцией.
При Александре Севере, Вифиния и Понт была разделена на две части, в каждую из которых назначался прокуратор из всаднического сословия. Это происходило вплоть до правления Деция Траяна, когда провинцию вновь возглавил сенатор с титулом vir perfectissimus (рус. превосходнейший муж).
Во время административных реформ императора Диоклетиана в 295 году Вифиния и Понт была разделена на провинции Вифиния, Пафлагония и Диоспонт.